# Thalictrum flavum
Il Pigamo giallo (nome scientifico Thalictrum flavum L. 1753) è una pianta perenne, dai delicati fiori gialli, appartenente alla famiglia delle Ranunculaceae.

## Etimologia
Per il significato del termine generico (thalictrum) si deve risalire a Dioscoride (40 – 90), medico, botanico e farmacista greco che esercitò a Roma, o a Plinio (23 – 79), scrittore naturalista romano, che entrambi nella forma di “thalictron” indicavano queste piante alludendo probabilmente (ma la cosa è controversa) alla loro fioritura precoce (”thallein” = rinverdire, mentre ”ictar” = presto) o al colore verde-gaio dei teneri germogli. L'epiteto specifico (flavum) si riferisce al colore dei fiori.

Il binomio scientifico attualmente accettato (Thalictrum flavum) è stato proposto da Carl von Linné (1707 –  1778) biologo e scrittore svedese, considerato il padre della moderna classificazione scientifica degli organismi viventi, nella pubblicazione ”Species Plantarum” del 1753.

## Descrizione

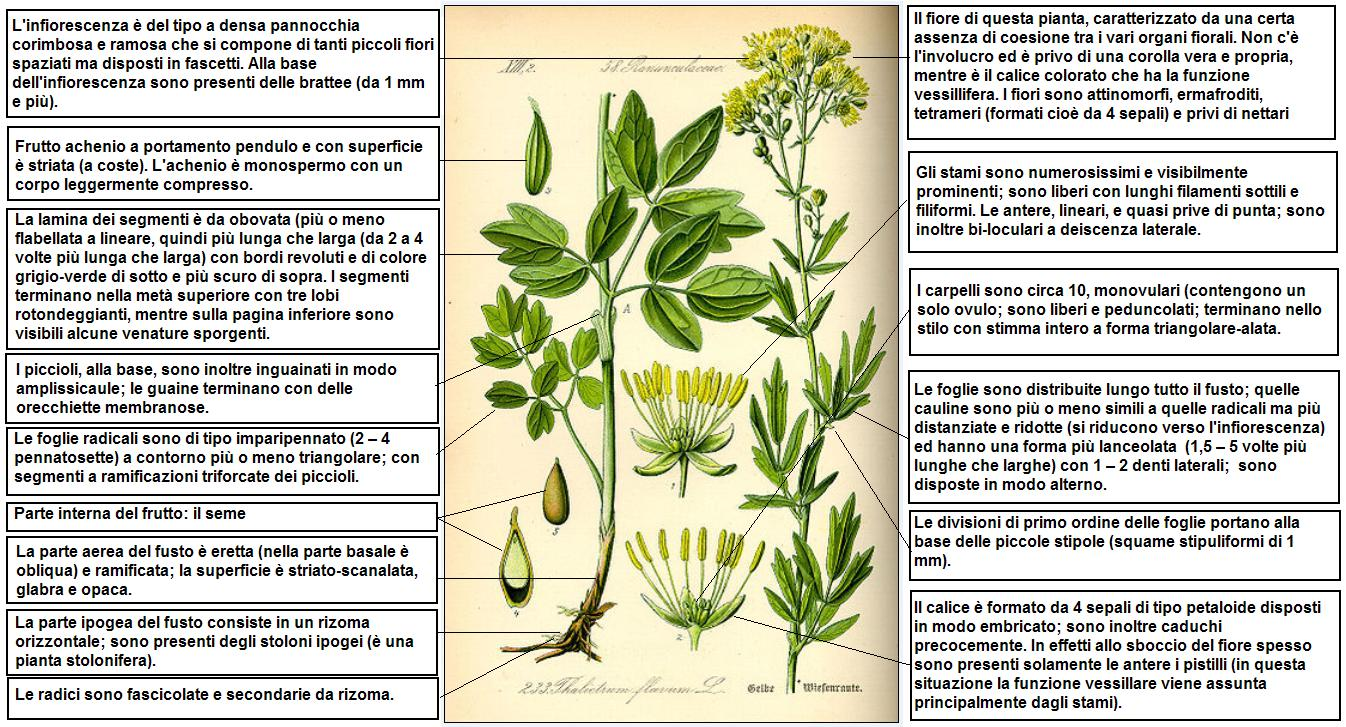
Descrizione delle parti della pianta

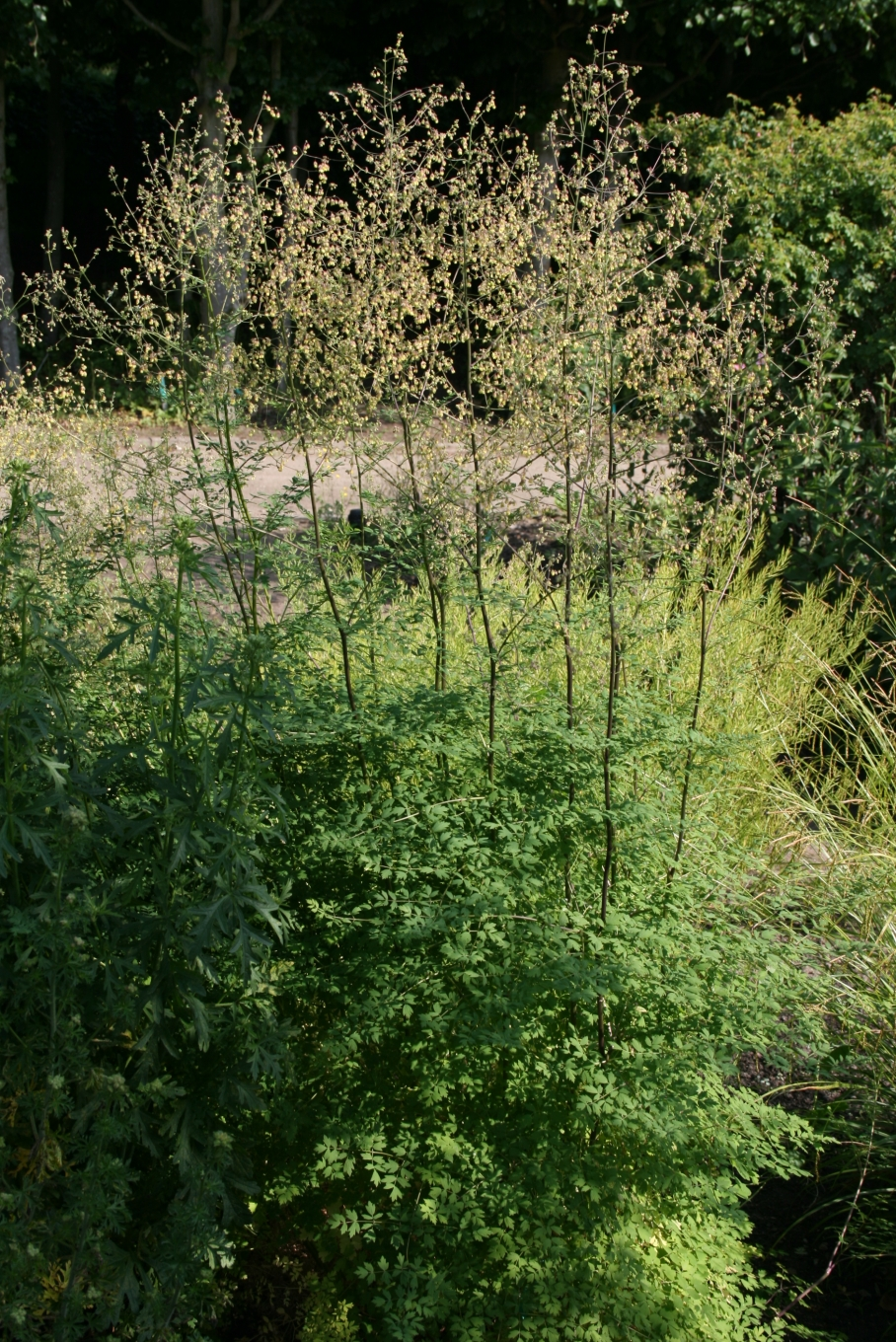
Il portamento

Sono piante erbacee, perenni la cui altezza può arrivare da 4 a 10 dm (massimo 15 dm).  La forma biologica è definita come emicriptofita scaposa (H scap), ossia sono piante con gemme svernanti al livello del suolo e protette dalla lettiera o dalla neve, dotate di un asse fiorale eretto e spesso privo di foglie. 

### Radici
Le radici sono fascicolate e secondarie da rizoma.

### Fusto
- Parte ipogea: consiste in un rizoma orizzontale; sono presenti degli stoloni ipogei (è una pianta stolonifera).
- Parte epigea: la parte aerea del fusto è eretta (nella parte basale è obliqua) e ramificata; la superficie è striato-scanalata, glabra e opaca.

### Foglie

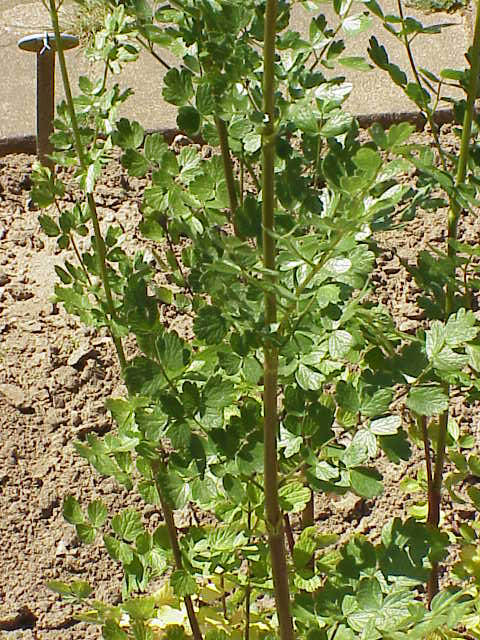
Le foglie

- Foglie basali: le foglie radicali sono di tipo imparipennato (2 – 4 pennatosette) a contorno più o meno triangolare; con segmenti a ramificazioni triforcate dei piccioli. I piccioli, alla base, sono inoltre inguainati in modo amplessicaule; le guaine terminano con delle orecchiette membranose. La lamina dei segmenti è da obovata  a lineare (più o meno flabellata), quindi più lunga che larga (da 2 a 4 volte più lunga che larga) con bordi revoluti e di colore grigio-verde di sotto e più scuro di sopra. I segmenti terminano nella metà superiore con tre lobi rotondeggianti, mentre sulla pagina inferiore sono visibili alcune venature sporgenti. Le divisioni di primo ordine delle foglie portano alla base delle piccole stipole (squame “stipuliformi” di 1 mm). Dimensione della lunghezza completa delle foglie basali: 20 – 40 cm. Dimensione dei segmenti: larghezza dei segmenti: 5 – 10 mm; lunghezza 15 – 22 mm.
- Foglie cauline: le foglie sono distribuite lungo tutto il fusto; quelle cauline sono più o meno simili a quelle radicali ma più distanziate e ridotte (si riducono verso l'infiorescenza) ed hanno una forma più lanceolata  (1,5 – 5 volte più lunghe che larghe) con 1 – 2 denti laterali;  sono disposte in modo alterno. Dimensione dei segmenti delle foglie cauline: larghezza 2 – 4 mm; lunghezza 8 – 13 mm.

### Infiorescenza
L'infiorescenza è del tipo a densa pannocchia corimbosa e ramosa che si compone di tanti piccoli fiori spaziati ma disposti in fascette. Alla base dell'infiorescenza sono presenti delle brattee (da 1 mm e più). Dimensione dell'infiorescenza: larghezza 5 – 20 cm; altezza 8 – 10 cm. Lunghezza delle brattee: 2,5 mm.

### Fiore

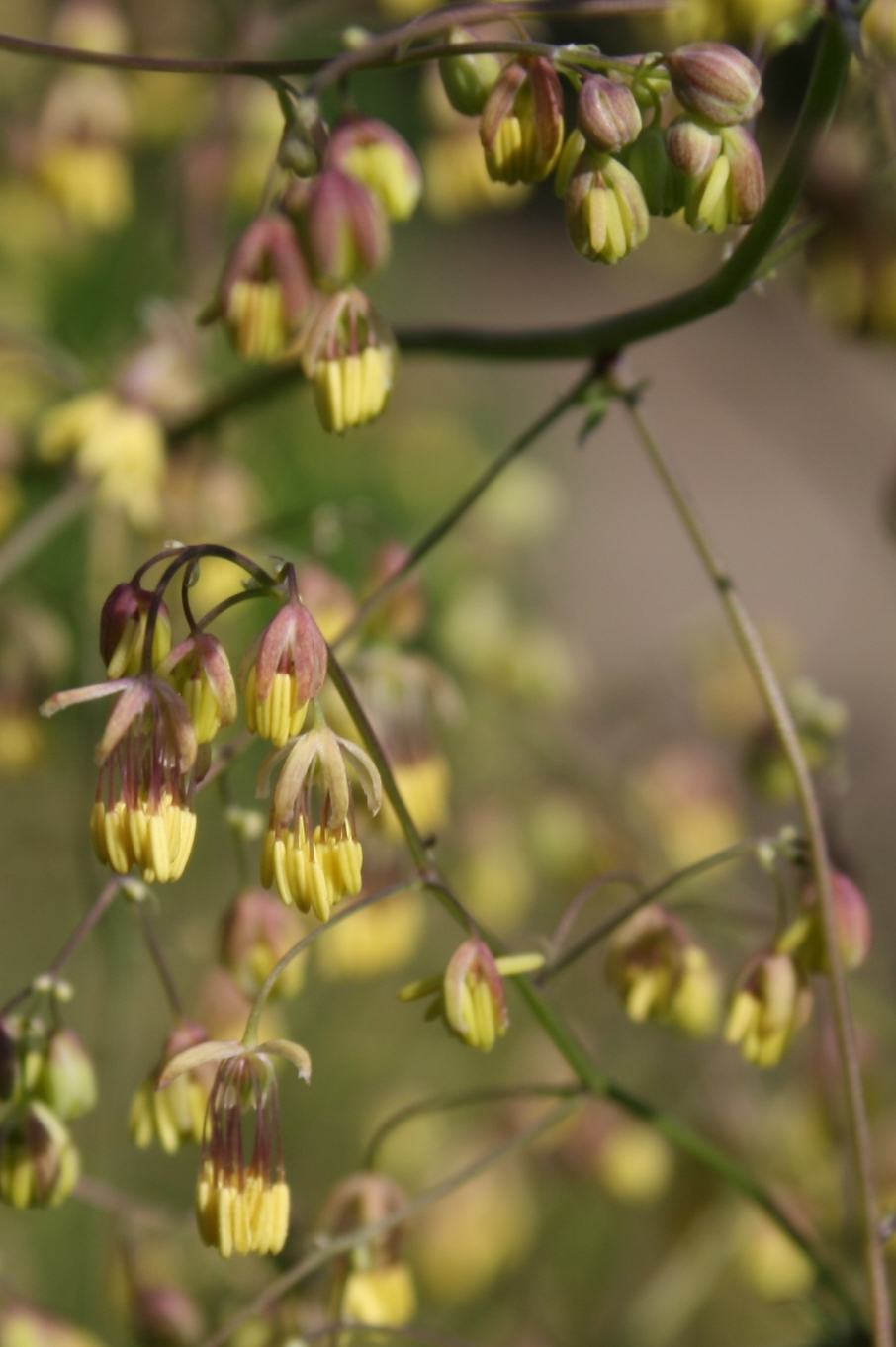
I fiori

Il fiore di questa pianta è caratterizzato da una certa assenza di coesione tra i vari organi fiorali: non c'è l'involucro ed è privo di una corolla vera e propria, mentre è il calice colorato che ha la funzione vessillifera (quindi i sepali del calice possono essere indicati come petaloidei). In questa pianta il perianzio è quindi formato da un solo verticillo di elementi più o meno indifferenziati (perianzio apoclamidato). I fiori sono inoltre attinomorfi, ermafroditi, tetrameri (formati cioè da 4 sepali) e privi di nettari. Il colore dei fiori è giallo dato soprattutto dagli stami. Dimensione dei fiori: 4 –8 mm.
- Formula fiorale: per questa pianta viene indicata la seguente formula fiorale:

* K 4, C 0, A molti, G molti (supero)
- Calice: il calice è formato da 4 sepali di tipo petaloide disposti in modo embricato; sono inoltre caduchi precocemente. In effetti allo sboccio del fiore spesso sono presenti solamente le antere e i pistilli (in questa situazione la funzione vessillare viene assunta principalmente dagli stami). Lunghezza dei petali: 2 mm
- Corolla: i petali sono assenti.
- Androceo: gli stami sono numerosissimi e visibilmente prominenti ma penduli (nella parte finale di vita del fiore); sono liberi con lunghi filamenti sottili e filiformi. Le antere, lineari, e quasi prive di punta sono bi-loculari a deiscenza laterale; il colore delle antere è giallo. Lunghezza delle antere: 1,4 – 1,7 mm. Lunghezza degli stami: 8 mm.
- Gineceo: i carpelli sono circa 10, monovulari (contengono un solo ovulo); sono liberi e peduncolati; terminano nello stilo con stimma intero a forma triangolare-alata.
- Fioritura: da maggio ad agosto.

### Frutti
Il frutto si compone in parecchi acheni sessili a portamento pendulo e con superficie striata (a coste). Ogni achenio è monospermo con un corpo leggermente compresso.

## Riproduzione
La riproduzione avviene tramite l'impollinazione garantita soprattutto dal vento (impollinazione anemofila). Anche se queste piante sono prive di nettare, diversi insetti, come api e vespe, si nutrono del suo polline per cui è probabile anche una certa fecondazione entomogama (impollinazione entomogama).

## Distribuzione e habitat

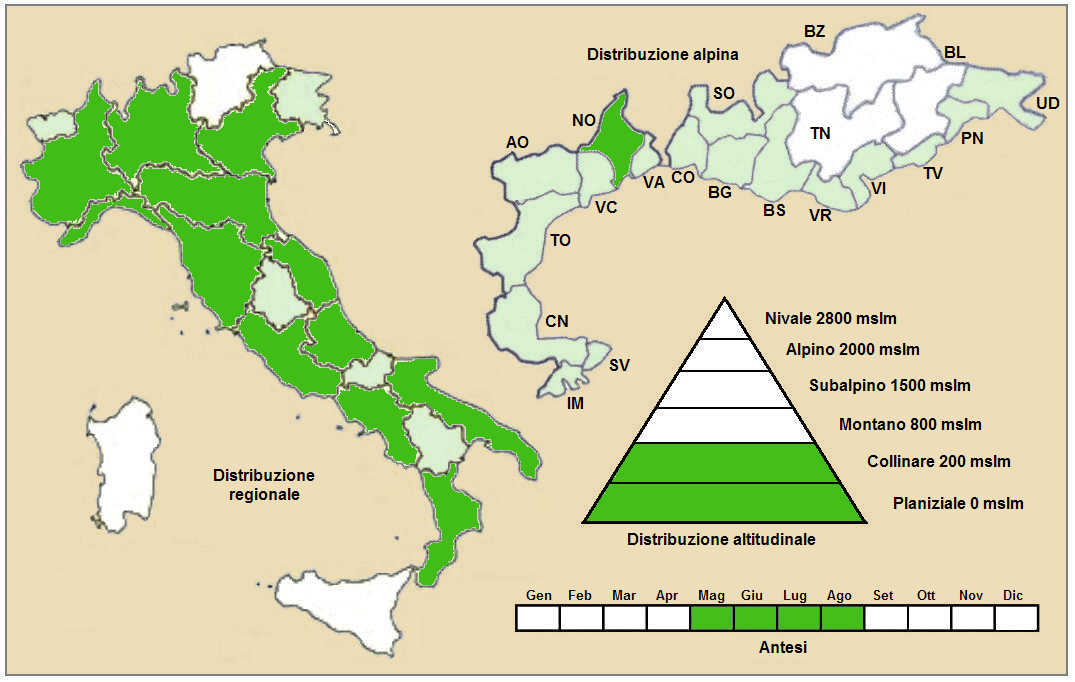
Distribuzione della pianta (Distribuzione regionale – Distribuzione alpina)

- Geoelemento: il tipo corologico (area di origine) è Eurasiatico.
- Distribuzione: In Italia è comune in quasi tutte le regioni (assente nelle isole). Nelle Alpi è meno frequente nelle zone più interne (a parte la provincia di Novara), mentre è assente nel Trentino-Alto Adige e Bellunese. Nelle Alpi oltre confine si trova in Francia (dipartimenti di Isère, Savoia e Alta Savoia) e in Svizzera (cantone Vallese). Sui rilievi europei si trova anche nel Massiccio del Giura e nel Massiccio Centrale. È presente anche in Africa settentrionale e in Asia occidentale e settentrionale.
- Habitat: l'habitat tipico per queste piante sono le stazioni umide (rive dei fiumi, stagni, fossi, paludi, boscaglie umide o prati torbosi); ma anche nei megaforbieti e popolamenti a felci. Il substrato preferito è calcareo ma anche calcareo/siliceo con pH basico-neutro, medi valori nutrizionali del terreno che deve essere umido.
- Distribuzione altitudinale: sui rilievi queste piante si possono trovare fino a 900 m s.l.m.; frequentano quindi il piano vegetazionale collinare.

### Fitosociologia
Dal punto di vista fitosociologico la specie di questa voce appartiene alla seguente comunità vegetale:
Formazione: delle comunità delle macro- e megaforbie terrestri
Classe: Filipendulo-Convolvuletea
Ordine: Filipenduletalia ulmariae
Alleanza: Filipendulo-Petasition

## Tassonomia
Il genere Thalictrum comprende un centinaio di specie (una dozzina delle quali sono spontanee dei territori italiani) appartenenti soprattutto all'emisfero boreale. La famiglia delle Ranunculaceae invece comprende oltre 2000 specie distribuite su circa 47 generi (2500 specie e 58 generi secondo altre fonti).
Secondo la suddivisione di questo genere fatta dal botanico americano Liberty Hyde Bailey (1858-1954) il “Pigamo giallo” appartiene al “gruppo” delle Thalictrum nei quali il frutto è striato e sessile e al “sottogruppo” con stami a filamenti sottili, filiformi e antere lineari.

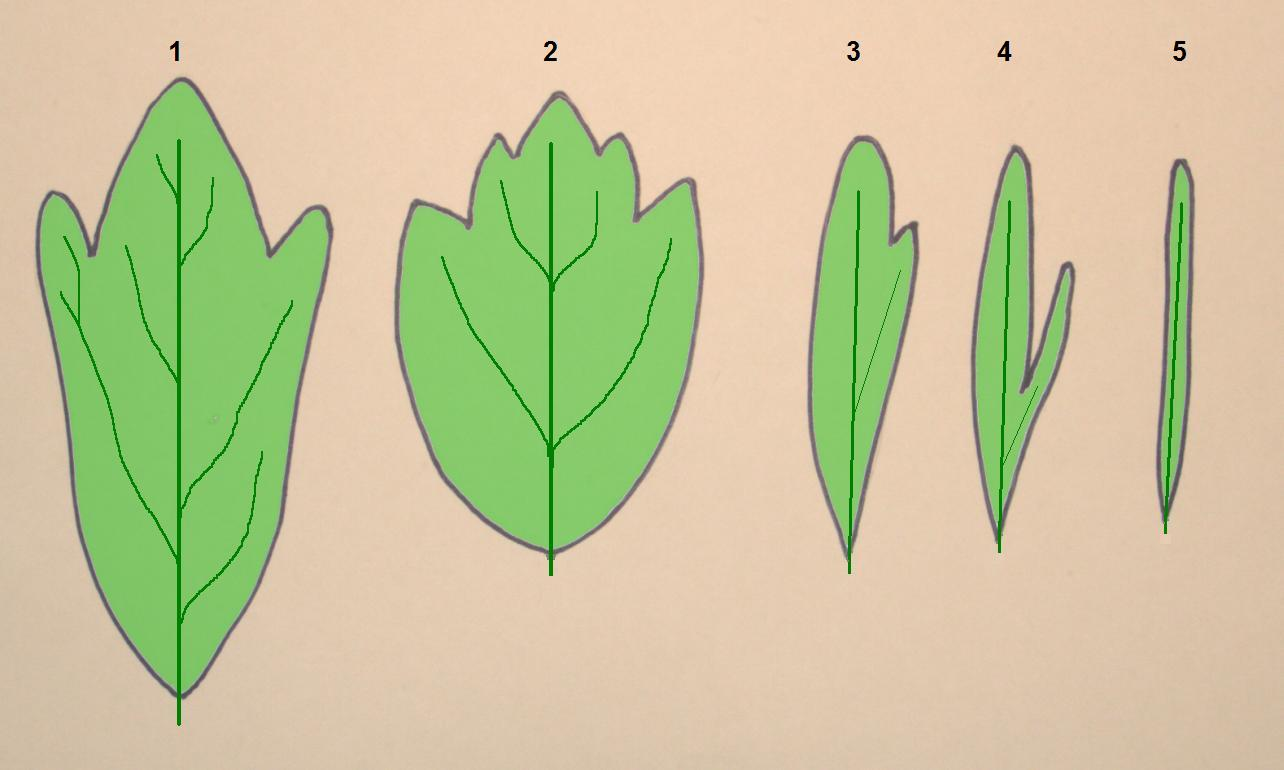
Forma delle foglie del Gruppo Thalictrum flavum (1.Th. exaltatum – 2.Th. flavum – 3.Th. Lucidum – 4.Th. simplex – 5.Th. galioides)

Il Thalictrum flavum è a capo del Gruppo di Th. flavum; gruppo che comprende (almeno nella flora spontanea italiana) quattro specie (oltre a quella di questa voce):
- Thalictrum lucidum L.
- Thalictrum simplex L.
- Thalictrum galioides L. (secondo le classificazioni più aggiornate questa specie viene considerata come Thalictrum simplex subsp. galioides (DC.) Korsh.[11])
- Thalictrum exaltatum (DC.) Pers.  (secondo le classificazioni più aggiornate questa specie viene inclusa in Thalictrum flavum[11])

Le specie di questo gruppo sono poliploidi, sono inoltre poco differenziate nella morfologia. Un elemento di distinzione è la forma della lamina dei segmenti delle foglie (vedi figura).
Altre specie sono state assimilate al Thalictrum flavum: 
- Thalictrum exaltatum Gaudin sensu Pignatti
- Thalictrum morisonii C.C. Gmelin

Il numero cromosomico di T. flavum è: 2n = 84.

### Variabilità
Nell'elenco che segue sono indicate alcune sottospecie (non presenti in Italia). L'elenco può non essere completo e alcuni nominativi sono considerati da altri autori dei sinonimi della specie principale o anche di altre specie:
Sottospecie e varietà di Thalictrum flavum
- Th. flavum subsp. costae (Timb.-Lagr. ex Debeaux) Rouy & Foucaud in Rouy (1893)
- Th. flavum subsp. exaltatum (Gaudin) Bonnier & Layens (1894)
- Th. flavum subsp. glaucum (Desf.) Batt. (1888)
- Th. flavum subsp. heterophyllum (Lej.) Rouy & Foucaud in Rouy (1893)
- Th. flavum subsp. linnaeanum Rouy & Foucaud in Rouy (1893)
- Th. flavum subsp. mediterraneum (Jordan) Nyman (1878)
- Th. flavum subsp. nigricans (Jacq.) Bonnier (1912)
- Th. flavum subsp. riparium (Jordan) Bonnier (1912)
- Th. flavum subsp. rufinerve (Lej. & Court.) Rouy & Foucaud in Rouy (1893)
- Th. flavum subsp. simplex (L.) O.Bolòs & Vigo (1984)
- Th. flavum subsp. sphaerocarpum (Lej. & Courtois) Rouy & Foucaud in Rouy (1893)
- Th. flavum subsp. spurium (Jordan) Nyman (1878)
- Th. flavum var.euskarum Elías & Pau ex P.Monts. (1984)
- Th. flavum var. rufinerve (Lej. & Court.) V.Osvačilová (1982)

### Ibridi
Nell'elenco che segue sono indicati alcuni ibridi interspecifici:
- Thalictrum × andrejowskii Zapal. (1908) - Ibrido con Thalictrum simplex
- Thalictrum × spurium Timeroy ex Jord. nothosubsp. pseudomorisonii Hand (2001) - Ibrido con Thalictrum simplex L. subsp. galioides (DC.) Korsh.
- Thalictrum × medium Jacq. (1777) - Ibrido con Thalictrum minus.

### Sinonimi
Questa entità ha avuto nel tempo diverse nomenclature. L'elenco che segue indica alcuni tra i sinonimi più frequenti:
Sinonimi di Thalictrum flavum
- Thalictrum acutilobum (Sennen & Pau) Sennen & Pau
- Thalictrum altissimum ex Thomas De Massas (1838), non Wenderoth (1826)
- Thalictrum amurense Maxim. (1859)
- Thalictrum angustatum Weinmann ex Lecoyer
- Thalictrum angustifolium Lapeyr. (1813), non L.
- Thalictrum anonymum Wallroth ex Lecoyer
- Thalictrum badalii Pau
- Thalictrum belgicum Giordania
- Thalictrum capitatum Giordania
- Thalictrum catalaunicum Pau (1891)
- Thalictrum ceretanum Sennen (1927)
- Thalictrum columnare (Costa) Sennen & Pau (1912)
- Thalictrum costae Timb.-Lagr. ex Debeaux (1878)
- Thalictrum exaltatum Gaudin sensu Pignatti
- Thalictrum gaussenii Sennen
- Thalictrum glaucovirens Andrz. ex Lecoyer (1855)
- Thalictrum heterophyllum Lej. (1824)
- Thalictrum morisonii C.C. Gmelin
- Thalictrum nigricans Jacq. (1778)
- Thalictrum obtusilobum (Sennen & Pau) Sennen, non Gandoger
- Thalictrum pauperculum Vayreda
- Thalictrum prorepens Jordan (1860)
- Thalictrum riparium Jordan in Boreau (1857)
- Thalictrum rufinerve Lej. & Courtois (1831)
- Thalictrum speciosissimum L. (sinonimo della subsp. glaucum )
- Thalictrum sphaerocarpum Lej. & Courtois (1831)
- Thalictrum spurium Jordan (1847)
- Thalictrum udum Jordan (1860)

### Specie simili
Le specie più simili al Pigamo giallo sono ovviamente quelle del Gruppo di Th. Flavum. Oltre a distinguersi dal formato dei segmenti fogliari (vedi figura sopra), le varie specie si distinguono per le seguenti caratteristiche:
- Th. flavum L. - Pigamo giallo: i segmenti delle foglie sono ovato-lanceolati; la pianta è stolonifera; il fusto è opaco; i fiori sono disposti in modo spaziato.
- Th. exaltatum (DC.) Pers. - Pigamo maggiore: i segmenti delle foglie sono ovato-lanceolati; la pianta è stolonifera; il fusto è lucido; i fiori sono disposti in modo denso.
- Th. lucidum L. - Pigamo lucido: i segmenti delle foglie sono ovali allungati; la pianta non è stolonifera; i fiori sono disposti in modo spaziato.
- Th. simplex L. - Pigamo semplice: i segmenti delle foglie sono lanceolato-lineari larghi 3 – 4 mm con un dente profondamente inciso; la pianta è stolonifera.
- Th. galioides L. - Pigamo galioide: i segmenti delle foglie sono lanceolato-lineari larghi 1 – 1,5 mm e interi; la pianta è stolonifera.

## Usi

### Farmacia
Anticamente, secondo la medicina popolare, a queste piante venivano attribuite diverse proprietà medicamentose. Le radici venivano usate come purganti e diuretiche. Ora non più in quanto sono considerate tossiche e nocive alla salute umana. Infatti queste piante (nelle radici) contengono un colorante giallo tossico, una volta usato per colorare la lana, la ”macrocarpina”. Anche il bestiame al pascolo evita di mangiare le foglie di questa pianta.